# Milena Nikolić
Milena Nikolić (* 6. Juli 1992 in Trebinje, Bosnien-Herzegowina) ist eine serbisch-bosnische Fußballspielerin. Seit dem 1. Juli 2023 ist sie Vertragsspielerin des Schweizer Erstligisten FC Basel.

## Karriere

### Vereine
Nikolić startete ihre Karriere beim ŽFK Leotar Trebinje, wo sie sechs Jahre sämtliche Jugendmannschaften durchlief. Zu Beginn der Saison 2009/10 verließ sie Bosnien und ging zum montenegrinischen Meister ŽFK Ekonomist Nikšić, bevor sie ein Jahr später beim ŽFK Mašinac Niš anheuerte. In Niš spielte sie die nächsten vier Jahre und wechselte zum Ligarivalen ŽFK Spartak Subotica, mit dem sie in der Saison 2013/14 ungeschlagen die Meisterschaft in der Superliga Srbije u fudbalu za žene erringen konnte. Zudem wurde sie in der gleichen Spielzeit mit elf Treffern Torschützenkönigin der UEFA Women’s Champions League, obwohl Subotica bereits im Sechzehntelfinale am russischen Vertreter FK Rossijanka gescheitert war. Am 20. Juli 2016 verließ Nikolić den serbischen Meister ŽFK Spartak Subotica und wechselte zum Bundesliga-Mannschaft des SC Sand. 2019 wechselte sie zum Bundesligakonkurrenten Bayer 04 Leverkusen. Am 10. Juli 2023 wurde sie vom FC Basel verpflichtet und mit einem bis zum 30. Juni 2025 datierten Vertrag ausgestattet.

### Nationalmannschaft
Nikolić spielt für die A-Nationalmannschaft Bosnien-Herzegowina und nahm mit dieser an der Qualifikation für die Weltmeisterschaft 2015 in Kanada teil.

## Erfolge
Nationalmannschaft
- Istrien-Cup-Finalist 2017

ŽFK Spartak Subotica
- Serbischer Meister 2014
- Torschützenkönigin Women’s Champions League 2014